# Gran Premio Costa degli Etruschi 2002
Il Gran Premio Costa degli Etruschi 2002, settima edizione della corsa, si svolse il 3 febbraio 2002 e fu vinta dall'ucraino Yuriy Metlushenko della Landbouwkrediet-Colnago che prevalse in volata sull'italiano Mario Manzoni e sullo statunitense Guido Trenti. Fu la prima vittoria di un ciclista non italiano in questa competizione.

## Ordine d'arrivo (Top 10)
| Pos. | Corridore         | Squadra                     | Tempo    |
| ---- | ----------------- | --------------------------- | -------- |
| 1    | Yuriy Metlushenko | Landbouwkrediet-Colnago     | 4h06'00" |
| 2    | Mario Manzoni     | Index-Alexia                | s.t.     |
| 3    | Guido Trenti      | Acqua & Sapone              | s.t.     |
| 4    | Kurt-Asle Arvesen | EDS-Fakta                   | s.t.     |
| 5    | Jeremy Hunt       | Big Mat-Auber 93            | s.t.     |
| 6    | Magnus Bäckstedt  | EDS-Fakta                   | s.t.     |
| 7    | Giosuè Bonomi     | Team Colpack-Astro          | s.t.     |
| 8    | Nicolas Liboreau  | Big Mat-Auber 93            | s.t.     |
| 9    | Radoslav Rogina   | Perutnina Ptuj-Krka Telekom | s.t.     |
| 10   | Vladimir Smirnov  | Team Colpack-Astro          | s.t.     |